# Roland Gaudillière
Pour les articles homonymes, voir Gaudillière.
Roland Gaudillière (8 juillet 1931 - 15 novembre 1998) est un artiste-peintre franc-comtois né à Besançon, dans le Doubs.

## Biographie
(août 2017).
1931 : Naissance le 8 juillet, à Besançon. Il passe son enfance à Ornans et dans les Flandres.
1942-1950 : études secondaires chez les jésuites de Dole.
1951 : École des Beaux Arts de Besançon, préparation à l’école Supérieure des Arts Décoratifs à Paris
1952-1955 : Paris, où en dehors de ses cours, il fréquente l’Académie de la Grande Chaumière et prend goût à la peinture.
1955 : Première exposition à Besançon, Galerie de l’Atelier.
1956 : Service militaire et armée en Algérie où il sert dans la cavalerie.
1959 : Se marie en Suisse avec Lidwina Nigg.
Et la même année au salon d’automne à Paris « Bernard Buffet » qui est de 3 ans son ainé, crée l’Avenir et Roland Gaudillère recrée le Passé.
1960 : S’installe à Besançon où il crée son premier atelier au 26 rue de la Préfecture. Première exposition à Paris, Galerie Saint Placide
1961 : Chargé du cours d’histoire au cours Hôtelier de Besançon
1962 : À partie de cette date , ses tableaux figurent en permanence à la Galerie Carlier, puis à la Galerie Martin Caille à Paris. Il expose régulièrement à Mulhouse, Montbéliard, ainsi qu’à Besançon, à la Galerie Demange. Sélectionné pour de nombreux prix (prix du Peintre, prix Fénéon, prix de la Biennale de Menton), il est présent au Salon d’Automne, Salon des Indépendants, Salon d’Art Moderne, Terres Latines et Biennale de Paris. Il contribue en tant que membre organisateur à l’exposition Courbet en compagnie de Robert Fernier, premier pas vers la création du Musée Courbet à Ornans.
1964 : Parallèlement à son activité artistique, il crée un atelier de restauration de tableaux anciens, réservé uniquement à une clientèle de marchands et d’antiquaires, activité maintenue jusqu’en 1996.
1965 : Travaille quelques années avec une galerie américaine. Ses tableaux entrent dans de nombreuses collections privées en France et à l’étranger (Allemagne, Suisse, USA), ainsi que dans les collectivités et musées.
1969 : Il se retire définitivement dans sa maison-atelier de Montfaucon et n’expose plus que tous les trois ans à Besançon, à la Galerie Fauconnet, puis à la Galerie Médicis. Des expositions telles que : En 1978 Les Métamorphoses, en 1980 Les Horizons perdus, en 1988 Le rêve est l’ombre de la réalité, 1991 La mémoire retrouvée et en 1994 À la recherche du temps perdu.
1984-1996 : Il se consacre à faire revivre la Franche Comté de son enfance, effectue de nombreux voyages à l’étranger.
1998 : Décédé le 15 novembre, dans la maison familiale-atelier, à la Malate entouré de sa femme et de ses deux fils.
Repose au cimetière de Montfaucon 25660